# Phantasy Star Online 2
Phantasy Star Online 2 é um jogo eletrônico de RPG online desenvolvido pela Sega Division 3 e publicado pela Sega no Japão para PC, PS Vita, PlayStation 4, Nintendo Switch, Xbox One e Windows 10.
Foi lançado em 2012 no Japão para o Microsoft Windows, 2013 para o PlayStation Vita, 2016 para o PlayStation 4, e 2018 para o Nintendo Switch. Em 2020, foi lançado nas Américas do Norte, Central e Sul, além da Europa, para o Xbox One e Windows 10.

Em 2016 foi lançado um spin-off do jogo chamado Phantasy Star Online 2es para Android e iOS.